# Hadovka valčická
Hadovka valčická (Phallus hadriani) je houba z čeledi hadovkovitých (Phallaceae). V mládí je jedlá, v dospělosti nejedlá.

## Popis

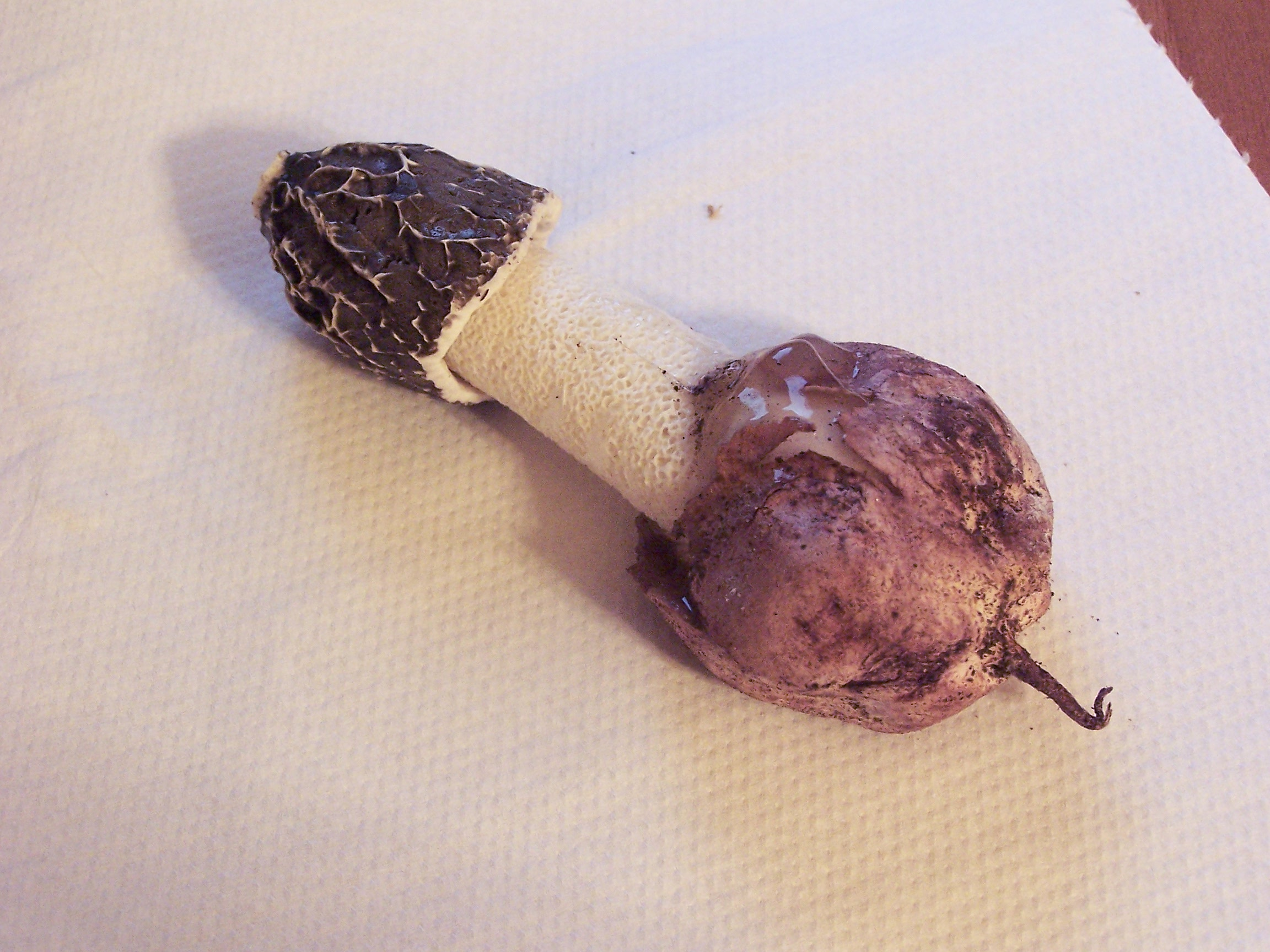
Hadovka valčická (Phallus hadrani)

Plodnice má v mládí tvar nepravidelného vejce několik centimetrů velkého, které je typicky světle purpurově či nafialověle zbarvené, zejména po poranění. Posléze vejce puká a vyrůstá z něj asi 10 cm vysoký válcovitý, dutý, porézní třeňovitý nosič bílé barvy. Na vrcholu nosiče se nachází zvoncovitý, plástvovitě zvrásněný klobouk, pokrytý vrstvou slizovitého, olivově zeleného teřichu, který nápadně nasládle zapáchá.

## Výskyt
Roste dosti vzácně na písčitých či humózních stanovištích v lesích i mimo les, např. v zahradách, mezích, v trávě, na vinicích či písčitých svazích. Je uváděno, že může parazitovat na kořenech některých rostlin. V České republice se vyskytuje jen v teplejších oblastech a je zařazena do Červené knihy hub České republiky jako téměř ohrožený druh.[nenalezeno v uvedeném zdroji]